# Cantone di Vermand
Il Cantone di Vermand era una divisione amministrativa dell'arrondissement di San Quintino.
A seguito della riforma approvata con decreto del 21 febbraio 2014, che ha avuto attuazione dopo le elezioni dipartimentali del 2015, è stato soppresso.

## Composizione
Comprendeva 24 comuni:
- Attilly
- Beauvois-en-Vermandois
- Caulaincourt
- Douchy
- Étreillers
- Fayet
- Fluquières
- Foreste
- Francilly-Selency
- Germaine
- Gricourt
- Holnon
- Jeancourt
- Lanchy
- Maissemy
- Pontru
- Pontruet
- Roupy
- Savy
- Trefcon
- Vaux-en-Vermandois
- Vendelles
- Le Verguier
- Vermand